# Русин Яр
Ру́син Яр — село Іллінівської сільської громади Краматорського району Донецької області, України.

## Загальні відомості
Відстань до центру громади становить близько 17 км і проходить автошляхами місцевого значення.
Село знаходиться у верхів’ї балки Русиної (Русин Яр) - права притока Полтавки.

## Історія
На мапі 1888 року на західних околицях сучасного села нанесено скотний двір, а на місці хутора Надія - безіменний хутір.
З початком радянської окупації була утворена Русин-Ярська сільська рада, куди 1926 року увійшли: хутір Русин Яр, сільське господарство Артіль “Нацмен” (Чепчиковатий), хутір Видного, хутір Геєвська Полтавка, хутір Гродівська Полтавка, хутір Надія, хутір Миколаївська Полтавка №1, хутір Миколаївська Полтавка №2, хутір Попів Яр, хутір Розівська Полтавка.
Населення хутора Русин Яр того періоду становило 294 особи, з яких 203 було німцями, а 90 - українцями. Артіль “Нацмен” (Чепчиковатий) налічував 63 особи, з яких німцями було 19 осіб.
Хутір Русин Яр згадується у праці про суспільно-політичне життя німецького та менонітського населення України (1917-1929 роки). У числі менонітських колоній українських німців Русин Яр не значиться:
"Попри високий рівень грамотності українських німців в цілому (93,2% у чоловіків і 95,3% у жінок), існували поодинокі поселення, де значна частина населення була неписьменною. Такою, зокрема, була колонія Русин Яр Бахмутського повіту, яка за 40 років свого існування, так і не створила своєї школи через бідність населення. Неписьменність суттєво збільшилася за роки розрухи та голоду. Так, у тому ж повіті у колонії Ново-Дмитрівці 1924 року абсолютно всі діти та підлітки не вміли, ані читати, ані писати. Окрім того, у багатьох колоніях (особливо католицьких) і до революції існували невеликі групи неписьменних та малописьменних із числа найбіднішого населення."
Німецька колонія Русин Яр також згадується у Протоколі № 30/98 від 10 листопада 1926 року, коли Окружний Виконавчий Комітет відмовив у отриманні землі 29 німецьким землевласникам.
У подібних протоколах згадується також артіль "Нацмен" в особі пана Анґера.
Першим очільником сільської ради, утвореної 1925 року, був Микола Семенович Кутельвас.
1927 року на території сільради збудована початкова школа. Пізніше, 1936 року школа була переведена до колишньої поміщицької споруди, а у будівлі колишньої школи був організований сільський клуб.
На мапі 1928 року хутір Русин Яр значиться німецьким населеним пунктом.
Також він міститься у довіднику німецьких населених пунктів. Це був змішаний німецько-український хутір у Сантуринівській волості Бахмутського повіту.
1930 року в рамках політики насильницької колективізації на теренах хуторів Русин-Ярської сільради був організований колгосп "ім. Терехова". Першим керівником був Грибов.
1934 року колгосп був розділений на 4 господарства. У Русин-Ярі організували колгосп "ім. Комора", а 1936 року його перейменували на колгосп "ім. Чапаєва".
До 1941 більшість німецького населення хутора було репресоване. Про це загалом свідчать записи Національного банку даних жертв політичних репресій радянської доби в Україні:
- Парницький Єгор Єгорович, 1902 року народження, німець. Заарештований 1 січня 1938 року. Засуджений до розстрілу.
- Пеперс Абрам Андрійович, 1894 року народження, німець. Директор школи. Заарештований 31 грудня 1937 року. Засуджений до розстрілу.
- Пецкий Олександр Борисович, 1905 року народження, німець. Заарештований 1 січня 1938 року. Засуджений до розстрілу.
- Ріттер Фрідріх Адамович, 1908 року народження, німець. Бригадир колгоспу ім. Косіора. Заарештований 31 грудня 1937 року. 1 лютого 1938 року засуджений до розстрілу.[7]

Початкова Русин-Ярська школа 1936 року була реорганізована у семирічну, а 1961 року – у восьмирічну загальноосвітню трудову політехнічну школу.
1936 року до Русин-Ярської сільської ради входили: хутір Русин-Яр, хутір Видного, хутір Горний, хутір Гродівка, хутір Надія, хутір Полтавка №1, хутір Полтавка №2, хутір Попів-Яр, хутір Рогівка та хутір Чепчиковатний.
На мапі 1938 поруч із сучасним селом розташовувалися хутори Надія та Голубівка, також артіль "Нацмен", який значиться вже як Ченчековатий, що також значаться на мапах 1942 та 1954 років.
Згадка про хутір Надія, що став частиною сучасного села, зберігається у назві вулиці Надії.
Поруч із селом в різні періоди також розташовувалися хутори: Вороний, Видного, Розівська Полтавка та Геєвська Полтавка (1928 рік).
На місці хутора Розівська Полтавка 1888 року розташовувався скотний двір.
На 1 липня 1944 року чисельність сільського населення Донеччини складала 81,9% від довоєнної. Проблему повоєнних територіальних урегулювань із Польщею було вирішено розв'язати залишенням їй Холмщини, Лемківщини, Надсяння, Підляшшя і переселенням компактних груп українців в Україну. Внутрішні потреби Донеччини збіглися з державним бажанням швидко втиснути велику масу українців до штучно створеної радянської схеми життя.
Потенційні можливості для житлового розміщення у Донецькій області були невеликими. Існуючі фонди житла колишніх німецьких колоній не завжди використовували за призначенням. Зазначається, що у Добропільському та Костянтинівському районі не було зведено жодного нового будинку для нових поселенців.
У східних областях України депортованих розміщували у колишніх німецьких колоніях, мешканців яких виселили раніше, або доселяли до місцевих колгоспників.
У Донецькій області депортовані також потрапили до колишніх німецьких колоній, але самостійних переселенських колгоспів створено не було. Це була незначна кількість населення (близько 5300 родин українців Закерзоння), але вона заповнила відчутну демографічну прогалину у колишніх німецьких колоніях і місцевостях винищеного війною місцевого населення. Розселення більш ніж 20 тисяч етнічних українців привнесло в 44 райони регіону значний робітничий, культурний і духовний внесок, який відчутний і сьогодні.
Так 1946 року населення села Русин Яр було збільшено за рахунок переселенців із західних регіонів України. Станом на 01 січня 1950 року на території Костянтинівського району значаться 36 переселених родин в кількості 116 осіб.
Така організаційна форма господарювання як колгосп для більшості з них виявилася чужою. Дізнавшись, що у західних областях і досі переважала індивідуальна форма господарювання, вони намагались повернутися туди. Декому з них навіть пощастило дістати офіційний дозвіл на переїзд. Так, заступник голови виконкому Костянтинівської міськради видав довідку переселенцю Рештару для одержання перепустки на переїзд у Польщу. Офіційно такі переїзди були заборонені ще восени 1945 року.
1951 року колгосп "ім. Чапаєва" був об’єднаний із колгоспом "ім. Дімітрова".
17 липня 1964 року з облікових даних адміністративно-територіального поділу Донецької області був виключений населений пункт Видного.
26 червня 1969 року село Вороне об'єднують із територією хутора Видного в один населений пункт.
26 квітня 1978 року з облікових даних адміністративно-територіального поділу Донецької області був виключений населений пункт Голубівка, що перестав існувати.
На мапі 1981 року залишається один населений пункт - Русин Яр.

## Населення
За даними перепису 2001 року населення села становило 199 осіб, із них 95,98 % зазначили рідною мову українську та 4,02 % — російську.

## Економіка
Ні місці колишнього хутора Видного нині розташувається кар'єр ТОВ "Керамресурс", де відбувається видобування піску, гравію, глин і каоліну.

## Цікаві факти
1995 року Донецький обласний краєзнавчий музей проводив тут археологічні розкопки кургану, який вже був частково зруйнований місцевими школярами.
Поховання із групи Русин Яр являло собою складну кам'яну конструкцію типу ящика. Тут був похований дорослий чоловік, який належав до соціального прошарку носіїв виробничої функції. Знайдено 3 керамічні судини, бронзовий ніж, дерев'яну тацю із залишками м'ясної їжі, 2 дерев'яні предмети. На південній плиті було нанесено зображення у вигляді овалу, що складається з рисок, хрестів і кружечка. Зображення співвідноситься з культом Сонця та свідчить про високий соціальний статус похованого.